# 2008年夏季奥林匹克运动会斯威士兰代表团
2008年夏季奥林匹克运动会斯威士蘭代表团会参加2008年8月8日至24日在中国北京主办的第29届夏季奥运。他們派出1人參與拳擊項目。

## 拳擊
- Simanga Shiba